# 1179 Mally
Az 1179 Mally (ideiglenes jelöléssel 1931 FD) a Naprendszer kisbolygóövében található aszteroida. Max Wolf fedezte fel 1931. március 19-én, Heidelbergben.